# Agama armata
Espèce
Synonymes
- Agama hispida mertensi Wermuth, 1967
- Agama aculeata armata Peters, 1855

Agama armata est une espèce de sauriens de la famille des Agamidae.

## Répartition
Cette espèce se rencontre en Afrique du Sud, au Swaziland, en Namibie, au Botswana, au Zimbabwe, au Mozambique, en Zambie, au Congo-Kinshasa, en Tanzanie et au Kenya.

## Description

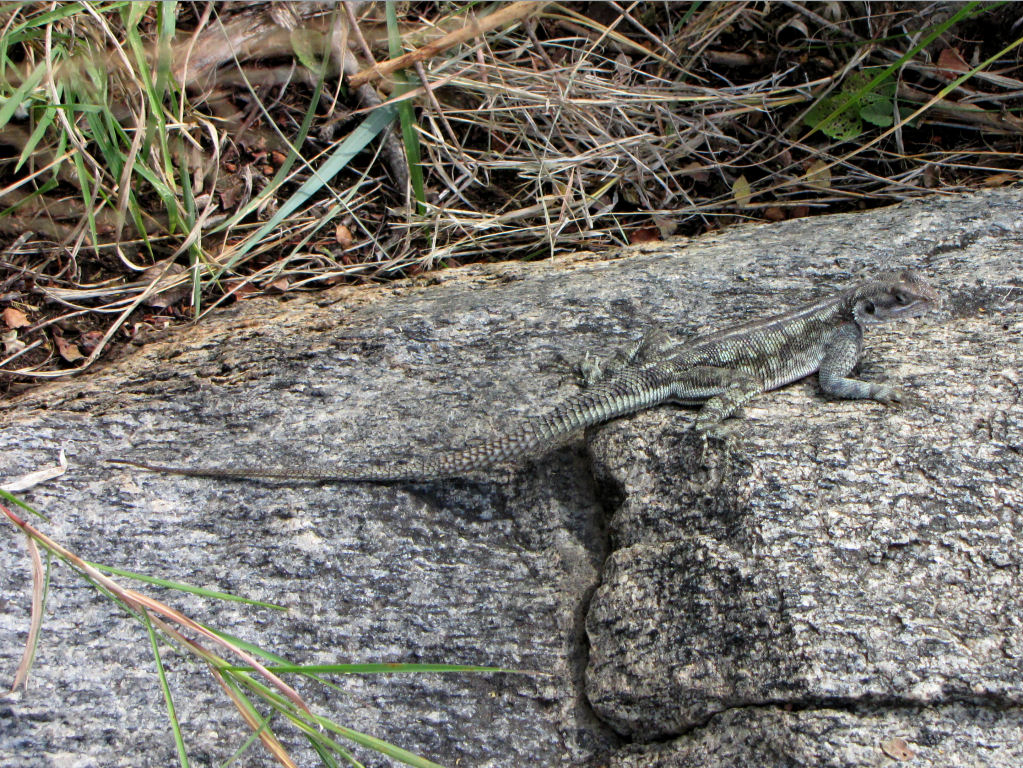
Agama armata

Cet agame atteint environ 22 cm. Il est gris, brun ou rouge avec une bande plus claire le long de la colonne vertébrale. La tête des mâles peut présenter du vert ou du bleu.

## Synonymie
- Agama armata Hardwicke & Gray, 1827 est un synonyme de Acanthosaura armata (Hardwicke & Gray, 1827).

## Publication originale
- Peters, 1855 : Diagnosen neuer Batrachier, welche zusammen mit der früher (24. Juli und 17. August) gegebenen Übersicht der Schlangen und Eidechsen mitgetheilt werden. Ber. Bekanntmach. Geeignet. Bericht über die zur Bekanntmachung geeigneten Verhandlungen der Konigl.Preuss.Akademie der Wissenschaften zu Berlin, vol. 1854, p. 614-628 (texte intégral)